# Têtes de pioche
Pour l’article homonyme, voir Les Têtes de pioche.
Pour plus de détails, voir Fiche technique et Distribution.
Têtes de pioche (Block-Heads) est un film burlesque américain réalisé par John G. Blystone, sorti en 1938, mettant en scène Laurel et Hardy.

## Synopsis
Le film commence  dans les tranchées de la Première Guerre mondiale où Laurel et Hardy sont prêts à partir à l'assaut avec leurs camarades, mais on donne l'ordre à Laurel de rester à l'arrière et de garder la tranchée. On voit se succéder des scènes de combat, suivies de la légende « Armistice ». Vingt ans se passent et Laurel est toujours là en train de garder le poste, comme le prouve l'énorme tas de boites de haricots qu'il n'a cessé d'accumuler et le sentier qu'il a creusé en allant et venant pendant qu'il montait la garde. Un hasard fait qu'on le retrouve (après qu'il a tiré sur un avion qu'il avait vu approcher) ; on le ramène au pays et on le fête comme un héros. Hardy, marié depuis un an à une imposante madame Hardy (Minna Gombell), apprend la nouvelle dans un journal et rend visite à son ami au foyer des anciens combattants. Il le trouve dans un fauteuil roulant, ayant perdu apparemment une jambe et il l'invite chez lui. Cependant, Laurel se repose simplement dans le fauteuil roulant d'un autre ancien combattant et Hardy ne se rend compte que son ami a encore ses deux jambes qu'après avoir essayé de le porter. Il lui demande, furieux : « Pourquoi tu ne m'avais pas dit que tu avais tes deux jambes ?  – Parce que tu ne me l'avais pas demandé » répond Laurel. Ils arrivent à l'auto de Hardy, qui dit qu'elle appartient à sa femme et qu'elle est « pratiquement neuve » mais elle est coincée par un tombereau. Laurel grimpe dedans pour le déplacer et involontairement met en marche le mécanisme de décharge, enterrant la voiture dans le sable d'où on ne voit émerger que la tête de Hardy. Il est ensuite éberlué quand Hardy lui montre la porte automatique du garage de sa maison et lui permet de conduire la voiture pour en comprendre le mécanisme.
S'ensuit une assez longue scène où nos deux compères essaient de monter à pied les treize étages jusqu'à l'appartement de Hardy parce qu'ils croient l'ascenseur en panne. Ils se reposent étant presque arrivés quand un homme portant chapeau haut-de-forme et canne (James Finlayson) insulte Hardy et le somme de venir se battre avec lui dehors. Ils redescendent accompagnés de spectateurs rencontrés sur le chemin. Après avoir réglé le différend, nos deux amis arrivent enfin au haut des escaliers, où ils tombent sur un gosse mal élevé (Tommy Bond) avec un ballon de football. Hardy envoie d'un coup de pied le ballon en bas de la cage d'escalier, où il atterrit sur le visage d'un homme en train de parler au téléphone à la réception. Le père du gosse, une armoire à glace, sort de chez lui et ordonne à Hardy de redescendre les escaliers pour aller chercher le ballon. Après une bagarre avec le père où on a rendu coup pour coup, le ballon est encore une fois envoyé d'un coup de pied en bas de la cage d'escalier et frappe l'homme à la figure une deuxième fois. Quand nos deux amis finissent par atteindre l'appartement, la femme de Hardy veut que Stan s'en aille immédiatement : elle en a par-dessus la tête des clochards qu'il ramène à la maison. Quand il réclame de quoi manger, elle sort, en laissant à Hardy le soin de préparer un repas à Stan, mais tout ce qu'ils réussissent c'est à faire sauter la cuisine.
Mme Gilbert (Patricia Ellis), la jolie voisine de Hardy qui habite de l'autre côté de la cage d'escalier propose son aide pour nettoyer tout ce gâchis. Elle se retrouve trempée par un bol de ponch et le seul vêtement sec que Hardy peut lui trouver est un de ses énormes pyjamas. Mme Hardy revient ensuite, parce que sa voiture est détruite, et Hardy tente de dissimuler sa voisine en la couvrant d'un linge pour la faire ressembler à une chaise. Après que Stan s'est involontairement assis sur elle, Hardy la cache dans une malle. M. Gilbert (Billy Gilbert), chasseur de gros gibier, arrive à ce moment et sa femme sort alors de sa cachette après qu'il s'est vanté de ses conquêtes extraconjugales. Le voilà maintenant qui se met avec un fusil de chasse à la poursuite de Laurel et Hardy qui descendent précipitamment les escaliers, il tire sur eux, les manque mais ne rate rien d'autre.

## Fiche technique
Sauf indication contraire, les informations mentionnées dans cette section peuvent être confirmées par les bases de données cinématographiques  présentes dans la section « Liens externes ».
- Titre : Têtes de pioche
- Titre original : Block-Heads
- Réalisation : John G. Blystone
- Scénario : Felix Adler, Arnold Belgard, Harry Langdon, James Parrott et Charley Rogers, d'après une histoire originale de ceux-ci
- Musique : Marvin T. Hatley
- Photographie : Art Lloyd
- Son : Hal Bumbaugh
- Montage : Bert Jordan
- Production : Hal Roach
  - Production associée : Hal Roach Jr.
- Société de production : Hal Roach Studios
- Société de distribution aux États-Unis et en France : Metro-Goldwyn-Mayer (MGM)
- Pays de production :  États-Unis
- Langue originale : anglais
- Genre : comédie, guerre
- Durée : 57 minutes
- Dates de sortie : 
  - États-Unis : 19 août 1938
  - Royaume-Uni : 7 septembre 1938 (Londres)
  - Argentine : 7 décembre 1938
  - France : 13 juin 1945

## Distribution
Sauf indication contraire, les informations mentionnées dans cette section peuvent être confirmées par les bases de données cinématographiques  présentes dans la section « Liens externes ».
- Stan Laurel (VF: Franck O'Neill) : Stan
- Oliver Hardy : Oliver
- Patricia Ellis : Mme Gilbert
- Minna Gombell : Mme Hardy
- Billy Gilbert (VF: Léon Larive): M. Gilbert
- James Finlayson (VF: Émile Duard) : Finn, l'homme dans les escaliers

Acteurs non crédités :
- Harry Earles (VF: Pierre Morin) : nain dans l'ascenseur
- Harry Woods (VF: Raymond Destac) : un voisin récalcitrant
- Patsy Moran : Lulu
- Harry Myers : l'ivrogne dans l'immeuble
- Jean Del Val : l'aviateur français
- Henry Hall : le directeur du foyer pour anciens combattants
- Sam Lufkin : un ancien combattant
- Harry Tenbrook : un passant